# Der große Ausverkauf
Der große Ausverkauf ist ein Film von Florian Opitz. Er wurde im Jahr 2006 produziert und kam am 17. Mai 2007 im Majestic Filmverleih in die Kinos. Seit Mai 2008 ist er auch auf DVD erhältlich. Der Film ist eine Dokumentation über die zunehmenden Privatisierungen auf der ganzen Welt. Hierbei wurden vier Beispiele herausgegriffen. International wird der Film unter dem englischen Titel The Big Sellout gezeigt.

## Inhalt
Im Film wird dem Zuschauer das Thema Privatisierung nahegebracht. In vier Beispielen werden verschiedene Sichtweisen von Personen gezeigt, die von den oft inhumanen und fehlgeleiteten Versuchen, durch Privatisierungen das Wirtschaftswachstum zu steigern, unmittelbar betroffen sind. Dies sind Menschen, die sich auf ihre ganz persönliche Art und Weise dagegen zur Wehr setzen.

### Bongani Lubisi
Bongani Lubisi, ein 32-jähriger Vater von zwei Kindern, setzt sich im südafrikanischen Township Soweto dafür ein, dass arme Familien Anschluss an das Stromnetz erhalten. Durch eine Privatisierung der Energieerzeugung stieg der Strompreis des Konzerns Eskom um ein Vielfaches und ist nunmehr für viele Menschen unbezahlbar. Lubisi versucht mithilfe von Freunden, die dem Verein Soweto Electricity Crisis Committee (SECC) angehören, die Armen illegal mit Strom zu versorgen. Er riskiert eine Verhaftung und Verurteilung mit Gefängnisstrafe. Vier Monate nach dem Dreh des Films verstarb er auf ungeklärte Weise.

### Simon Weller
Simon Weller ist ein Lokführer aus Brighton in Südengland. Er berichtet über die Privatisierung der britischen Eisenbahn (British Rail).
Seit 1994 ist British Rail immer weiter privatisiert worden, sie besteht nun aus unzähligen kleinen Eisenbahnunternehmen, die untereinander konkurrieren und dabei für günstigere Preise und besseren Service sorgen sollten. Damals wurde leider nur unzureichend geregelt, wer für den Erhalt der Eisenbahninfrastruktur (Schienennetz etc.), Investitionen in die Sicherheit und die Koordinierung von Fahrplänen verantwortlich sein sollte, sodass es zu zahlreichen tragischen Zugunglücken kam.

### Minda Lorando
Minda Lorando ist eine 53-jährige Mutter und wohnt zusammen mit ihrem 19-jährigen Sohn Jinky in den Slums von Manila. In der philippinischen Hauptstadt wurde das Gesundheitssystem schrittweise privatisiert. Behandlungen sind für Arme nun nicht mehr kostenlos. Da Mindas Sohn ein Nierenleiden hat, muss sie nun Tag für Tag losziehen, um genug Geld für eine Dialyse auftreiben zu können. Dafür bettelt sie sogar hochrangige Abgeordnete an. Den Strom für ihr Quartier zapft sie sich illegal ab.

### Rosa de Turpo
Die 60-jährige Mutter von fünf Kindern erlebte den Wasserkrieg in der bolivianischen Großstadt Cochabamba hautnah mit. Im Jahr 2000 verdreifachte die privatisierte Gesellschaft Aguas de Tunari (Tochterunternehmen des US-amerikanischen Konzerns Bechtel Corporation) innerhalb kürzester Zeit die Wasserpreise. So waren sie für viele Menschen unbezahlbar. Mit der Zeit wehrten sich die Bürger Cochabambas gegen die Privatisierungen, und das Kriegsrecht wurde über die Stadt verhängt. Schließlich zwangen die Bürger die Regierung zur Rücknahme der Privatisierung. Insgesamt starben sieben Menschen und Hunderte wurden verletzt.

## Kritiken
„Dabei prangert der überzeugende Dokumentarfilm die Kehrseiten zunehmender Privatisierung an, in der die Staaten die Lösung ihrer finanziellen Probleme sehen, ohne die Folgen für die Betroffenen abzuwägen. Ohne ideologische Scheuklappen bezieht der kommentarlose Film Position und untermauert diese mit dezidiert filmischen Bildern.“

## Auszeichnungen
2009: Grimme-Preis in der Kategorie Information & Kultur